# Markus Real
Markus G. Real (* 1949) ist ein Schweizer Ingenieur.

## Biographie
Markus G. Real wurde 1949 als Sohn eines Ingenieurs geboren. Sein Vater war zusammen mit W. Traupel massgebend an der Entwicklung der modernen Dampfturbine beteiligt und leitete für BBC (heute ABB) die Entwicklung Dampfturbinen-Kohlekraftwerke. Markus Real studierte 1969 bis 1974 an der ETH Zürich Ingenieurwissenschaft, doktorierte bei Peter Baccini, und begann 1975 seine erste Stelle am Eidgenössischen Institut für Reaktorforschung (EIR), heute Paul Scherrer Institut (PSI), mit der Planung von grossen Solarkraftwerken.

## Pionierarbeiten im Solarkraftwerksbereich
Real baute in den Jahren 1977 bis 1981 unter der Leitung von Paul Kesselring und Heinrich Gränicher die Abteilung Solarkraftwerke am EIR auf. Beeinflusst durch die Erdölkrise 1973 und die Berichte des Club of Rom kam Real zur Überzeugung, dass nur die Solarenergie mit ihren vielfältigen Nutzungsmöglichkeiten langfristig den Energiebedarf der Menschheit decken könne.
Die Internationale Energieagentur IEA initiierte 1975 die Entwicklung der ersten Solarkraftwerke in Almería/Spanien (Plataforma Solar de Almería). Im Namen des Schweizer Bundesamtes für Energie vertrat Real die aufkeimenden Schweizer Industrieinteressen im Solarkraftwerksbau. So konnte Sulzer für eine Versuchsanlage in Almería den ersten natriumgekühlten Solarempfänger bauen. 1978 entwickelte Real mit Hilfe von Claus Fröhlich, Leiter des Weltstrahlungszentrums (pmodwrc) in Davos, eine einfache Apparatur, mit deren Hilfe nicht nur die relative Verteilung der stark konzentrierten Solarstrahlung im MW/m²-Bereich bestimmt werden konnte, sondern auch deren auf 1,5 % genaue Absolutwerte, eine Entwicklung, die dem ehemaligen EIR mehrere Messaufträge für solare Turmkraftwerke einbrachte.
Über einen Besuch der mit 60 kWp damals grössten PV-Anlage am kalifornischen Mount Laguna im April 1980 schreibt er 2017 vergleichend:

„Da waren sie also, die Solarzellen. Rund 600 m². In Reihen gegliedert glitzerten sie bläulich in der Sonne. Es war Begeisterung auf den ersten Blick. Keine Spiegel, Türme, Receiver, Verdampfer, Turbinen, Kühltürme. Da schimmerten sie lautlos in der kalifornischen Mittagshitze vor sich hin. Auch keine Betriebsmannschaft. Niemand, der Spiegel reinigte, und Computer oder Pumpen wartete. Ein kleiner Container in einer Ecke, der vor sich hin surrte. Das war alles. Ich wusste mit einem Schlag: Hier bahnt sich Revolutionäres an.“

Die Einfachheit der Technik überzeugte. Real konnte die Direktion des Institutes und seinen Vorgesetzten Kesselring gewinnen, ihm für die Entwicklung der photovoltaischen Systemtechnik und für den Kauf der Solarzellen freie Hand zu gewähren. Die 1,2 kWp Solarmodule von ARCO Solar waren damals noch sehr teuer. In Reals Team mit dabei war Georg von Tobel, der den ersten europäischen Solarwechselrichter zur Netzeinspeisung entwickelte. Im April 1981 ging die erste Solaranlage, auf dem Geräteschuppen vor der Kantine installiert, ans Netz und speiste zum ersten Mal photovoltaisch erzeugten Solarstrom in ein europäisches Stromnetz.

## Windkraftwerke
Das EIR war eine thermisch orientierte Forschungsstätte, die mit direkter Umwandlung der Solarstrahlung in Halbleitermaterialien nicht viel gemeinsam hatte. Mit dem Ziel, Photovoltaik und Windkraftwerke weiterzuentwickeln, gründete Real 1982 die Alpha Real AG. 1986 nahm die Alpha Real in der Gegend von Pruntrut im Kanton Jura ihr erstes Windkraftwerk in Betrieb. Ein Jahr später folgte unter der Leitung von Stefan Kessler und Robert Käser eine weitere, optimierte Anlage in Martigny im Kanton Wallis, die mit einem 300 kW Rotor zu dieser Zeit Europas grösstes operationelles Windkraftwerk. Für die Finanzierung der Windtechnologie ging die Alpha Real für damalige Schweizer Verhältnisse ungewöhnliche Wege und führte einen erfolgreichen Börsengang durch. Das Vorgehen einer so kleinen Firma war damals für den Finanzstandort Schweiz so aussergewöhnlich, dass sich in Zürich zunächst keine Bank finden liess, die für das Public Offering ein Einzahlungskonto zur Verfügung stellen wollte. Mit dem Geld sollte die Solar- und Windtechnik zur Marktreife gebracht werden. Am 26. Februar 1986 wurde zum ersten Mal der auf einem Privathaus erzeugter Solarstrom ins Netz zurückgespeist. 

## Dezentraler Verbrauch
Im Sommer 1986 lancierte Real das Projekt „Megawatt – Alpha Real sucht 333 3kW-Kraftwerksbesitzer“. Für das Projekt hatte Alpha Real ein „3-kW-Standardsystem“ entwickelt, das aus 25 m² PV-Modulen auf dem Dach (120 W/m²), einem Generatoranschlusskasten, einem Wechselrichter und einem Anschluss an den Verteiler- bzw. Zählerkasten im Haus bestand. Unter der erfolgreichen Leitung von Georg Hefti wurden innerhalb eines Jahres die 333 Solaranlagen mit einer Leistung von einem MW ans Netz angeschlossen. Weltweit wurde zum ersten Mal die grossmassstäbliche Umsetzung von Gebäudeintegrierten Solaranlagen demonstriert (siehe Geschichte der Photovoltaik). Das Smart Grid, das Konzept dezentraler Verbraucher und Erzeuger, war geboren und die Kontroverse über Rückvergütung der ins Netz zurückgespiessenen Energie brach aus. 
Jules Peter, Direktor der Centralschweizerischen Kraftwerke CKW, löste das Problem pragmatisch und schuf eine Weltneuheit: vor- und rücklaufzählende Energiezähler stellten sicher, dass Verbrauch und Erzeugung zu gleichen Tarifen abgerechnet wurden. Ein einfaches Modell, das unter dem Namen Net Net Metering internationale Impulse auslöste. Zwei Monate später wurde unter Leitung von Peter Toggweiler eine weitere Weltneuheit der Presse vorgestellt: das erste Solarfassadenkraftwerk. Bauherr Walter Schmid war von den Möglichkeiten der erneuerbaren Energien beeindruckt und gründete vier Jahre später die Kompogas AG. 1992 folgte die Gründung der Glas Trösch Solar AG, ein Joint Venture mit Glas Trösch AG, um Zugang zu Vertriebsnetz und Glastechnologie zu erhalten.

## Gebäudeintegration
Unter Leitung von Christian Meier wurde mit Unterstützung vom Schweizer Bundesamt für Energie, dem Schweizer Nationalen Energieforschungsfond NEFF und kantonalen Energiefachstellen weitere Bausteine zur Gebäudeintegration entwickelt: die ersten kommerziellen Steckkontakte für die einfache und sichere Verdrahtung, intelligente Solardachziegel, schnelle Montagesysteme. Die globale Photovoltaikgemeinschaft war klein genug, um die Pionierleistungen der Alpha Real wahrzunehmen. 

## Solarfahrzeug

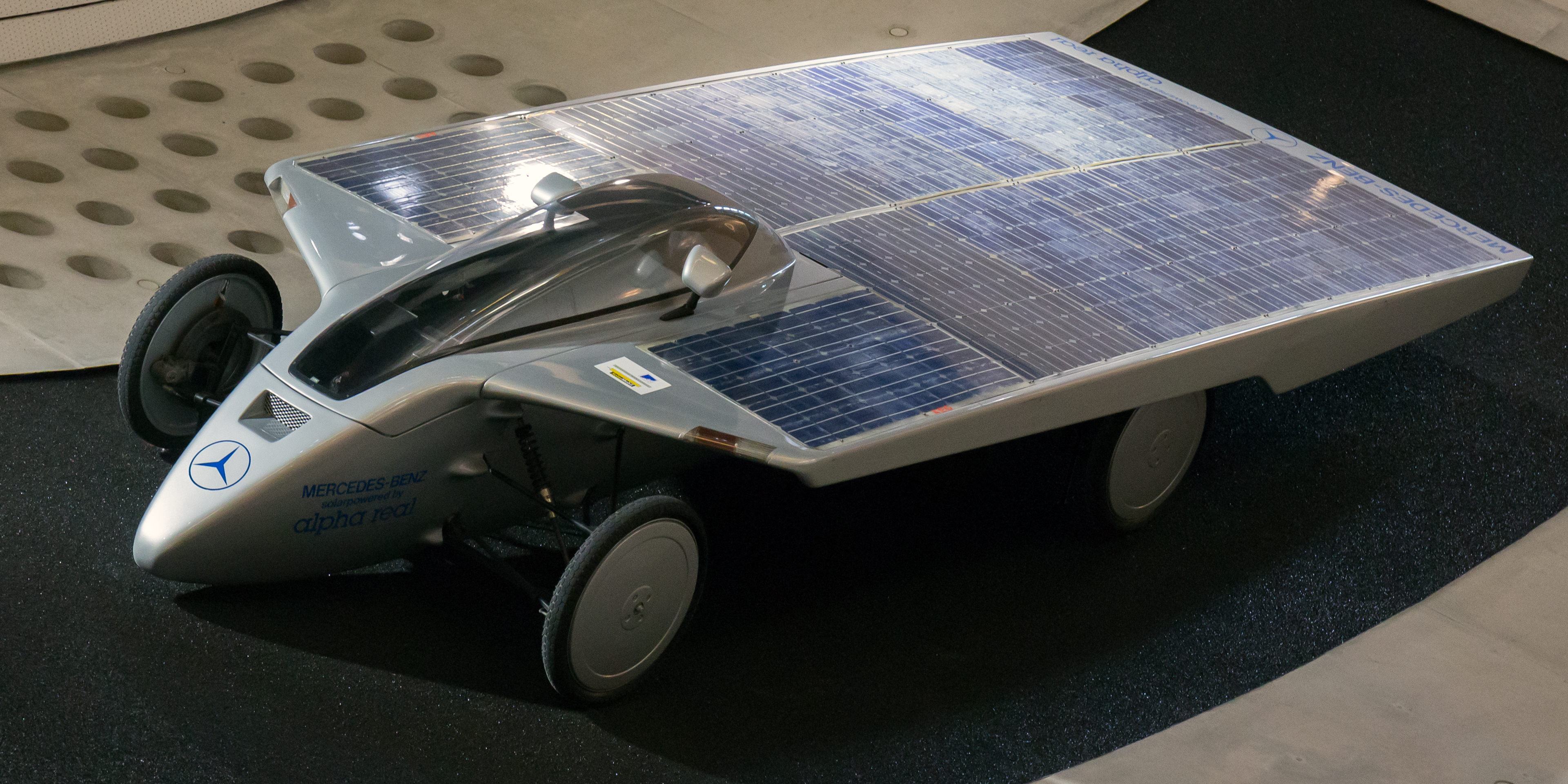
Der Mercedes-Benz alpha real, Sieger der Tour de Sol 1985 im Mercedes-Benz Museum

1985 gelang es dem jungen Unternehmen, mit Mercedes-Benz AG ein Joint Venture zu bilden, um mit dem gemeinsam entwickelten Solarauto „Mercedes-Benz solarpowered by Alpha Real“ das erste internationale Solarautorennen, die Tour de Sol, zu gewinnen. Das Fahrzeug befindet sich heute im Mercedes-Benz Museum in Stuttgart.

## Weiterer Werdegang
1994 gründete Real zusammen mit Hans Peter Eicher die Firma Edisun Power AG, die Solarkraftwerke plant, finanziert und betreibt. Das kapitalintensive Wachstum sicherte sich Edisun Power durch einen erfolgreichen Börsengang.
Ende 2007 trat Real als Vorsitzender der Arbeitsgruppe für photovoltaische Systeme der internationalen Normenkommission IEC zurück, der er während 25 Jahren vorstand. Real wurde 2009 mit IEC Award ausgezeichnet. Zu diesem Anlass organisierte Real eine Konferenz zu dem von ihm erfundenen Lichtbogen Detektor, der gefährliche Leitungsfehler in Solarsystemen erkennen kann. Seine Idee wurde von Heinrich Häberlin von der Berner Fachhochschule zur Marktreife entwickelt.
1995 beschloss Real, aus der Entwicklung der Photovoltaik auszusteigen, ahnend, dass eidgenössische Energiepolitik eine weitere Umsetzung hemmen würde. 1997 gründete Real gemeinsam mit Peter Varadi und mit Hilfe der Weltbank, der European Photovoltaic Industry Association (EPIA) und der Solar Energy Industries Association (SEIA) die NGO Photovoltaik Global Approval Programm (PVGAP) mit Sitz in Genf, um ein international anerkanntes Gütesiegel (PVGAP) für Photovoltaik zu implementieren. Das Gütelabel wurde 2007 von der IECEE zur weiteren Verbreitung übernommen.
1998 installierte Real im brasilianischen Bundesstaat Bahia die erste Wärmepumpe zur Warmwasserzeugung, welche dank Umgebungstemperaturen von rund 30 °C eine Leistungsziffer von 10 erreicht und in tropischem Klimata energetisch besser abschneidet als Solarkollektoranlagen mit elektrischem Backup. 2002 gründete er mit Andre Reynier und Stefan Grass die Bagasse Biorefining AG, um aus Zuckerrohrabfällen hochwertige Industriefasern herzustellen. 2009 startete Real zudem ein Joint Venture mit Pierre Landolt zur Realisierung von Solarkraftwerken in Brasilien.

## Preise
- 1985: Sieger Tour de Sol mit "Mercedes-Benz Alpha Real"
- 1994: Erfinderpreis Technologiestandort Schweiz, Messe Hanover
- 1995: SATW Preis Erneuerbare Energie
- 1996: Solarpreis Schweiz
- 2009: IEC Award 2009

## Werke
- Markus Real: Wie kam die Sonne ins Netz? Hrsg.: Alpha Real AG. Books on Demand, Norderstedt 2017, ISBN 978-3-7431-5994-5.